# Hermano III da Suábia
Hermano III (c.994/5 - 1 de abril de 1012) foi um membro da dinastia Conradina. Ele foi Duque da Suábia de 1003 até 1012.

## Biografia
Hermano era o filho de Hermano II, Duque da Suábia e sua esposa Gerberga de Borgonha, filha de Conrado I de Borgonha. Ele tinha muitos parentes ilustres. Através de seu pai, Hermano, era descendente de Henrique, o Passarinheiro; através de sua mãe, de Luís IV de França e Carlos Magno. A irmã de Hermano, Gisela da Suábia, casou-se com o Imperador Conrado II.

### Herança e regência
Em 1003, quando Hermano tinha cerca de 9 anos seu pai morreu e Hermano herdou o ducado da Suábia. Durante o período em que era menor, o reinado como duque foi efetivamente controlado por seu primo, o rei germânico Henrique II, que também foi seu tutor. Os Conradinos não confiavam em Henrique II. O pai de Hermano III, Hermano II, teve que se opor a eleição de Henrique II, rei da Germânia, em 1002, e promoveu-se como um candidato rival para o trono. Henrique II, assim, usou de sua posição como guardião de Hermano para limitar o poder dos duques da Suábia. Ele assumiu o controle dos lugares-chave na Suábia (incluindo Hohentwiel, Breisach e Zurique), e substituiu o ducal de menta para hortelã real. Ele separou a Alsácia do ducado da Suábia e deu o controle da Alsácia a um de seus parentes, o Conde Gerardo. O controle de Henrique sobre a Suábia ainda estava presente quando Hermano morreu, com cerca de dezoito anos, em 1012.
Hermano III não se casou e não tinha herdeiros. A linhagem masculina dos Conradinos da Suábia chegou ao fim com sua morte. Henrique III escolheu Ernesto para sucedê-lo; dois anos mais tarde, Ernesto casou-se com a irmã de Hermano, Gisela da Suábia.